# Olaf Liljekrans

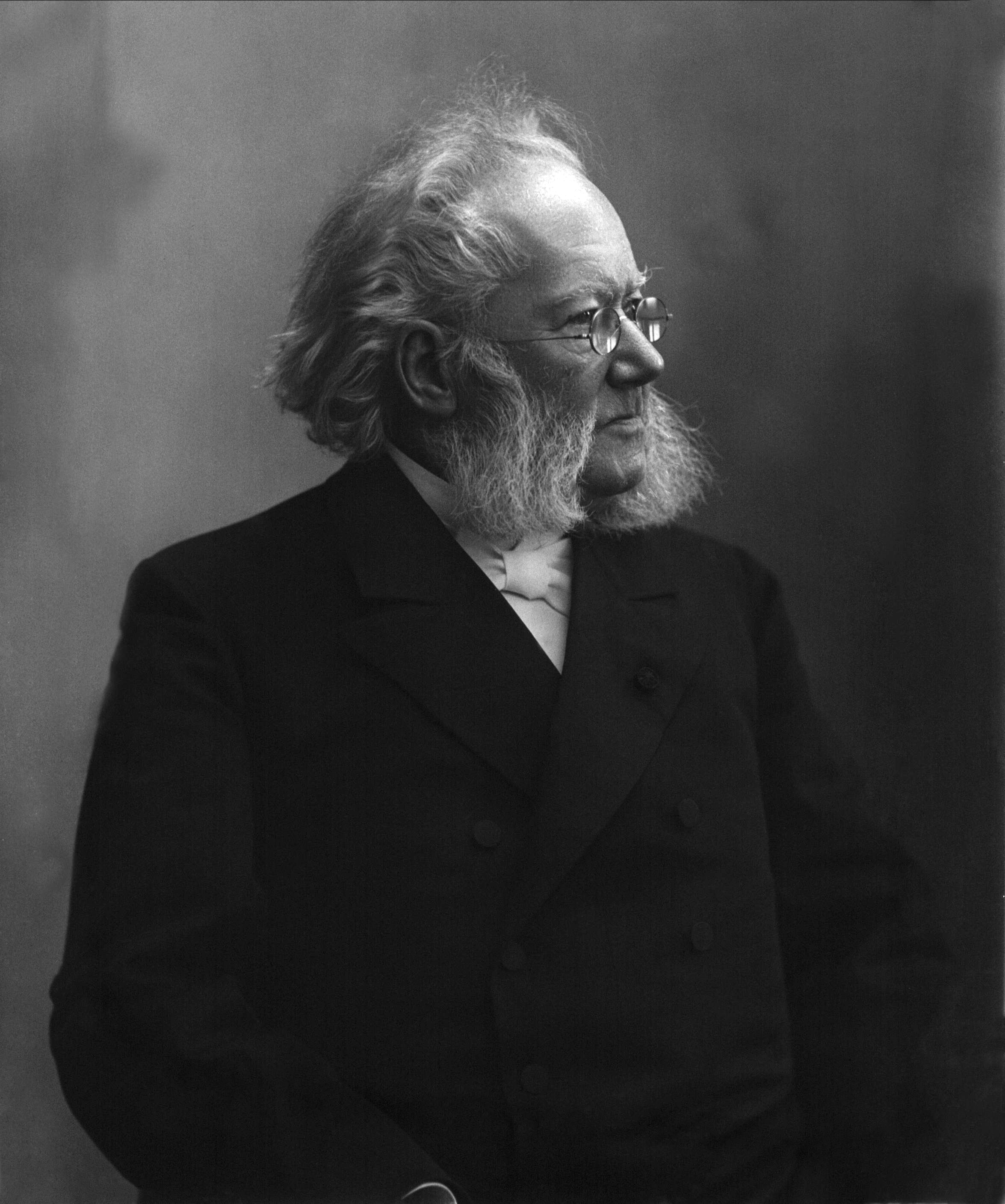
Henrik Ibsen fotografado por Gustav Borgen.

Olaf Liljekrans é uma peça teatral do dramaturgo norueguês Henrik Ibsen, escrita em 1856, e representada pela primeira vez em 2 de janeiro de 1857, no Det Norske Theater, em Bergen.

## Histórico
Ibsen começou a escrever uma peça denominada Tetraz de Justedalen em Christiânia, em 1850, em versos, mas a deixou inacabada. Seis anos depois, em 1856, voltou a trabalhar sobre a peça, porém não a terminou, mas acabou incluindo o mesmo tema da lenda popular em Olaf Liljekrans, apesar de nenhuma linha de Tetraz de Justedalen ter sido nela reconhecida.
Olaf Liljekrans estava pronto e foi entregue no início de outubro de 1856, e foi imediatamente aceito para a primeira produção. Foi realizado pela primeira vez no Det Norske Theater, em Bergen, em 02 de janeiro de 1857. Ibsen dirigiu ele mesmo a produção. Depois do sucesso de A Festa em Solhaug, no ano anterior, havia grandes expectativas, mas a peça não foi um sucesso, tanto com o público quanto com os críticos, e só foi realizada duas vezes.

## Características
A peça é apresentada em três atos. Ibsen emprestou o nome do personagem título de uma balada do folclore norueguês, sobre um homem chamado Olaf Liljukrans que foi morto por elfos na véspera de seu casamento.
Ibsen desenhou os figurinos de todos os personagens; os esboços são aquarelas e provavelmente serviram de base para os figurinos encomendados para a encenação da peça.

## Personagens
Fonte:
- Lady Kirsten Liljekrans
- Olaf Liljekrans, seu filho
- Arne of Guldvik
- Ingeborg, sua filha
- Hemming
- Thorgejr
- Alfhild
- Convidados do casamento
- Parentes de Arne of Guldvik
- Servos de Lady Kirsten

## Primeira edição
Passou quase uma geração inteira antes de a peça ser publicada pela primeira vez. Foi incluída no Volume 2 de Sämtliche Werke, Coletânea dos Trabalhos de Henrik Ibsen em língua alemã, publicadas em Berlim em 1898. Emma Klingenfeld foi a tradutora.
A peça não foi publicada na língua original até 1902, em volume suplementar (Volume 10) do Samlede Værker (Coletânea dos Trabalhos de Ibsen).

## Considerações críticas
Foram feitas considerações críticas, na época, nos principais jornais: Bergens Tidende, em 4 de janeiro de 1857, Bergensposten, em 4 de janeiro de 1857 e Christiania-Posten, em 10 de janeiro de 1857.
Otto Maria Carpeaux considera a peça “muito romântica e inteiramente malograda”, e observa que “o caminho do romantismo tinha-o levado (Ibsen) a um impasse”.